# Bera (Bibel)
Bera ist im Alten Testament nach Gen 14,2  König von Sodom.

## Etymologie
Der hebräische Personenname בֶּרַע bəra‘, deutsch ‚Bera‘ ist wohl eine künstliche Bildung. Er setzt sich zusammen aus dem Substantiv רַע ra‘ „Bosheit“ und der Präposition בֶּ bə „in / an / bei / durch / mit“. Der Name bedeutet daher „durch Bosheit“. Damit ist der Name des Königs von Sodom gleichgebaut wie der des Königs von Gomorra: Birscha (בִּרְשַׁע birša‘) ist zusammengesetzt aus dem Substantiv רֶשַׁע ræša‘ „Frevel“ und der Präposition בֶּ bə. Der Name bedeutet daher „durch Frevel“. Beide Namen sollen ihre Namensträger charakterisieren. Es ist weder belegt noch widerlegt, ob die Personen frei erfunden sind.
Die Septuaginta gibt den Namen als βαλλα balla wieder, die Vulgata als Bara, der Samaritanische Pentateuch als Bāra.

## Biblische Erzählung
In Gen 14  wird von einem Krieg der Könige berichtet. Dabei kämpften „Amrafel, der König von Schinar, Arjoch, der König von Ellasar, Kedor-Laomer, der König von Elam, und Tidal, der König der Völker gegen Bera, den König von Sodom, Birscha, den König von Gomorra, Schinab, den König von Adma, Schemeber, den König von Zebojim, und den König von Bela.“ Der Kampf wurde im Siddimtal ausgetragen.

## Targum Pseudo-Jonathan
Der Targum Pseudo-Jonathan bemerkt, dass Beras Taten böse waren. Dies ist eine Anspielung auf die Bedeutung des Namens.